# Buzz Fuzz
Buzz Fuzz ist das Pseudonym des niederländischen Hardcore-Techno-Produzenten und DJs Mark Vos. Weitere Pseudonyme sind Bertocucci Feranzano, Pino D'Ambini oder Tony Salmonelli.
Mark Vos begann im Jahr 1986 als Swingbeat-DJ. Als er 1991 auf einer Party The Prophet auflegen sah, beschloss er ins Technogenre einzusteigen. Im Folgenden stieg er zu einem der bekanntesten DJs der entstehenden Gabberszene der Niederlande auf. Er absolvierte Auftritte auf den größten Raves des Landes, so zum Beispiel beim Hellraiser oder dem Thunderdome. Zusammen mit drei der damals bekanntesten Hardcore-Techno-DJs, DJ Dano, The Prophet und DJ Gizmo bildete er The Dreamteam, für das das damalige Stammlabel der niederländischen Hardcoreszene ID&T ein eigenes Label namens Dreamteam Productions gründete. Mit DJ Gizmo bildet er darüber hinaus auch die Gruppen Square Dimensione und Tripax. Letzterer Act wird durch Rob Gee vervollständigt.
Regelmäßig veröffentlichte er Tracks auf den Thunderdome-Samplern, den Flaggschiffen von ID&T und der damaligen Gabberszene, wie auch auf der ID&T B-Serie Earthquake und vielen weiteren Compilations. Er produzierte Remixe für u. a. 3 Steps Ahead, The Prophet, The Masochist, Promo, DJ Gizmo, Rob Gee, Rotterdam Terror Corps, Public Domain und Critical Mass.
Im Jahr 2004 gründete er sein eigenes Hardstyle-Label Stuka Recordings.

## Veröffentlichungen

### Buzz Fuzz / DJ Buzz Fuzz
Alben
- 2000: King Of Da Beatz (ID&T)

Maxi-Singles und EPs
- 1993: Drummz
- 1993: Destruction
- 1994: The Happy Hardcore
- 1995: ID&T Vol. 2
- 1996: Keep It Up
- 1996: Dreamgirl
- 2000: Go Get Ill
- 2000: It's Allright
- 2002: The Revisited

DJ-Mixe
- 1993: Hellraiser – The Final Connection Between Heaven And Earth (EVA)
- 1993: House Party – The Hardcore Rave Mix Vol. 5, 6 & 8 (Arcade)
- 1996: Thunderdome '96 (ID&T)
- 1997: Thunderdome '97 (ID&T)
- 1998: Mystery Land – The European Dance Festival (Arcade)
- 2002: Masters Of Hardcore Live

### The Dreamteam
Alben
- 1993: Thunderdome
- 1993: Thunderdome 4
- 1995: This Is A Dream Come True (BMG)

### Tony Salmonelli
Singles
- Hey!

### Bertocucci Ferranzano
Maxi-Singles und EPs
- E-Motion
- XTC Love
- Daddy Snow (Bertocucci Ferranzano & Toni Salmonelli)

### Pino D'Ambini
EPs
- Up & Down